# Centro Nacional de Artesanato
O Centro Nacional de Arte, Artesanato e Design (CNAD) é um centro cultural situado na bairro de Alto Mira na cidade do Mindelo, ilha de São Vicente, em Cabo Verde. É a primeira instituição cultural cabo-verdiana construída de raiz preparada para acolher exposições permanentes e temporárias, desenvolver residências criativas e servir, ainda, de base para a formação de um arquivo documental e artístico das expressões tradicionais e contemporâneas do país. O seu edifício situa-se próximo a Praça Amílcar Cabral (Praça Nova) e do Cinema Éden Park. É patrimônio da Influência Portuguesa em Cabo Verde.

## História
O Centro Nacional de Arte, Artesanato e Design e a sua história testemunham o caminho percorrido e os resultados alcançados, iniciados desde a década de 1970 pela Cooperativa Resistência, mais tarde nomeada Centro Nacional do Artesanato (CNA). Tendo sido a primeira instituição cultural criada em Cabo Verde após a independência, o CNA serviu de base para a construção do tecido artesanal e de uma identidade visual e estética cabo-verdiana, características que exercem, ainda hoje, um papel fundamental na alavanca para o futuro e para a criação de novas linguagens nacionais.
Situado no coração de Mindelo, na ilha de São Vicente, o CNAD funcionou num dos edifícios mais antigos da cidade, inicialmente conhecido por Casa Senador Vera-Cruz, um espaço que é também parte da história cultural e social da vida dos mindelenses. Este terá servido de residência, liceu, quartel, grémio, estação de rádio (a Rádio Clube do Mindelo, de 1945 a1955, a Rádio Barlavento, uma afiliada da RDP, de 1955 a 1975,, além da Rádio Voz de São Vicente, de 1975 a1979) e Museu de Arte Tradicional antes de acolher o projeto CNA em 1983, uma iniciativa nascida da inquietação de um núcleo de artistas e professores dedicados à experimentação, formação, investigação e promoção do artesanato cabo-verdiano, com foco na panaria.
Em 1976, este coletivo, composto por Manuel Figueira, Luísa Queirós e Bela Duarte, entre outros, ousou criar um Centro Nacional de Artesanato em Cabo Verde. Na sua essência estava a preservação histórica e cultural e a multiplicação dos saberes através do conhecimento transmitido por mestres artesãos do país, como Nhô Griga e Nhô Damásio. A partir daí, o CNA foi a rampa de lançamento para um sem-número de novos artesãos e artistas plásticos, além de berço para a exploração de novas linguagens e abordagens estéticas.
Em 1997, o CNA foi declarado extinto e o edifício acabaria por permanecer encerrado até 2005, ano em que o Instituto de Investigação e Património Cultural (IIPC) inicia um trabalho de pesquisa do arquivo e do acervo do CNA e, simultaneamente, o projeto do restauro do edifício.
Em 2008, a construção é inaugurada com o nome de Museu de Arte Tradicional, com o objetivo de continuar o paradigma do CNA, através da realização de exposições e ações educacionais na área do artesanato e património. Após esse período, dá-se a alteração do nome para Casa do Senador, que, embora vocacionado para as artes, perde o seu estatuto de museu.
Esta situação altera-se quando o Ministério da Cultura, em 2011, decide retomar o projeto de desenvolvimento e promoção do artesanato e integra o design no CNA, que passa a designar-se como Centro Nacional de Arte, Artesanato e Design (CNAD).
Em 2019 iniciou as reformas do CNAD, com a criação de um novo edifício ao redor do antigo, projeto do arquiteto Ramos Castellano Arquitectos. Incialmente projetadas para durarem 12 meses, as obras foram concluídas somente em 2022, sendo reinaugurado no dia 30 de julho de 2022, com gastos estimado em mais de 120 mil contos.  Em 2023 foi inaugurada a Loja do CNAD.

## Diretores
- Manuel Figueira (1979-1989)[9]

## Ligacões externas
- Clipe de RTC na Centro Nacional de Artesanato